# Lách tách má xám
Lách tách má xám (tên khoa học: Alcippe morrisonia) là một loài chim trong họ Pellorneidae.